# (79) Эвринома
(79) Эврино́ма (лат. Eurynome) — астероид главного пояса, принадлежащий к светлому спектральному классу S. Он был открыт 14 сентября 1863 года американо-канадским астрономом Джеймсом Уотсоном в Детройтской обсерватории, США и назван в честь океаниды Эвриномы, дочери Океана и Тефиды или многих других персонажей в древнегреческой мифологии, носящих это имя.

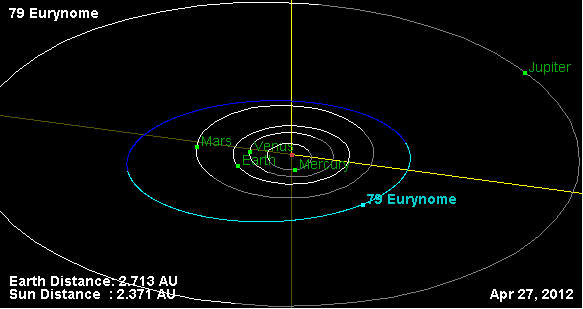
Орбита астероида Эвринома и его положение в Солнечной системе

В 1975 году итальянские учёные провели анализ фотометрических наблюдений двух астероидов, Эвриномы и (192) Навсикаи, проведённых в Туринской обсерватории в ноябре-декабре предыдущего года. В результате анализа были получены такие физические характеристики, как период вращения, абсолютная звёздная величина, средний радиус и масса указанных астероидов. Полученное значение периода вращения, равное 0,24915 дней, впоследствии было подтверждено более поздними исследованиями, в том числе совместной работой советско-польских астрономов в 1990 году.
Значение диаметра, полученное итальянцами, составило около 58 км. Однако в 1983 году была запущена инфракрасная космическая лаборатория IRAS, по результатам работы которой были получены или уточнены физические характеристики многих астероидов. Согласно оценке данных IRAS, диаметр Эвриномы составляет около 66,5 км, что приблизительно на 15 % больше предыдущих результатов исследований.